# Sławomir Kopyciński

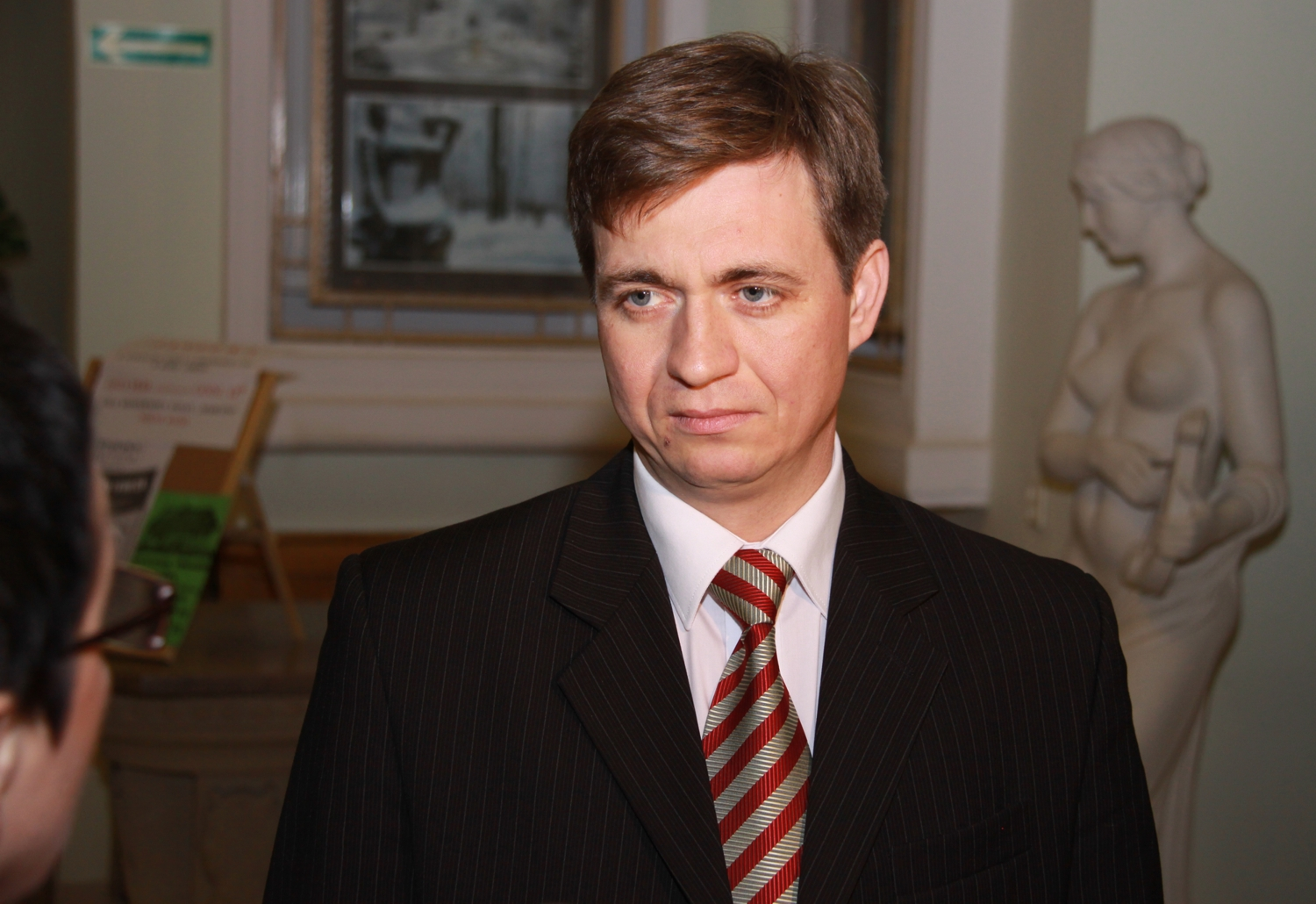
Sławomir Kopyciński

Sławomir Kopyciński (* 29. Dezember 1975 in Kielce) ist ein polnischer Politiker, Kommunalpolitiker und seit 2007 Abgeordneter des Sejm in der VI. und VII. Wahlperiode.
Er machte einen Abschluss an der Fakultät für Politikwissenschaften und Gesellschaftswissenschaften der Pädagogischen Hochschule in Kielce und ist Magister für Ökonomie und Verwaltung.
In den Jahren 1998 bis 2006 saß er im Stadtrat von Kielce. 2006 wurde er in den Sejmik der Woiwodschaft Heiligkreuz und zu dessen Stellvertretenden Vorsitzenden gewählt. Er ist darüber hinaus Vorsitzender des Woiwodschaftsvorstandes des Sojusz Lewicy Demokratycznej der Woiwodschaft Heiligkreuz.
In den Parlamentswahlen 2007 wurde er mit 15.200 Stimmen für den Wahlkreis Kielce über die Liste der Linke und Demokraten (LiD) in den Sejm gewählt. Er sitzt in den Sejm-Kommissionen für Öffentliche Finanzen und für Gesundheit.
Am 22. April 2008 wurde er Mitglied der Fraktion Lewica.